# Liste der Monuments historiques in Plumaugat
Die Liste der Monuments historiques in Plumaugat führt die Monuments historiques in der französischen Gemeinde Plumaugat auf.

## Liste der Bauwerke
| Bezeichnung     | Beschreibung                  | Standort | Kennzeichnung | Schutzstatus | Datum | Bild |
| --------------- | ----------------------------- | -------- | ------------- | ------------ | ----- | ---- |
| Schloss Loziers | Erbaut im 17./18. Jahrhundert | (Lage)   | PA00089775    | Inscrit      | 1992  |      |

## Liste der Objekte
- Monuments historiques (Objekte) in Plumaugat in der Base Palissy des französischen Kultusministeriums